# Franska Niger
Franska Niger var en fransk koloni och en del av Franska Västafrika.
Niger var den till ytvidden största kolonien i Franska Västafrika, omfattande dettas östra del med större delen av nuvarande Niger samt delar av Mali, Burkina Faso och Tchad. Kolonin hade  2 041 050 invånare (1949; knappt 2 invånare per km²), därav endast 1 050 européer. Tätare befolkad jordbruksbygd finns särskilt kring huvudstaden Niamey (c:a 5 000 inv.) vid floden Niger och kring staden Zinder (c:a 10 000 inv.) österut.
Främst odlas hirs, jams, jordnötter, bönor, maniok och dadlar, vartill i floddistrikten komma bomull och ris. Viktigaste exportartiklar var jordnötter och boskap. Koksalt erhålles i Bilma och Agadez, natron och natriumsulfat i trakterna vid Tchadsjön.

## Källa
- Niger i Nordisk familjebok (fjärde upplagan, 1951)